# Dream: Fight for Japan!
Dream: Fight for Japan!, também conhecido como  Dream Japan GP – 2011 Bantamweight Japan Tournament, foi um evento de artes marciais mistas da série DREAM. O evento aconteceu em 29 de maio de 2011 no Saitama Super Arena em Saitama, Japão.

## Background
O evento foi realizado em um salão da Saitama Super Arena com capacidade para 7000 pessoas.
Shinya Aoki era originalmente esperado para enfrentar o Campeão Peso Leve do MFC Antonio McKee. Mas, McKee inexplicavelmente saiu da luta e foi substituído pelo participante do The Ultimate Fighter 8, Shane Nelson. Porém, Aoki não aceitou a luta com Nelson, e então enfrentou Rich Clementi.
O primeiro e segundo round do Torneio de Galos ocorreram nesse card. A final e luta de terceiro lugar aconteceram em um evento em Julho. O vencedor e o perdedor da final e o vencedor do terceiro lugar avançariam para o Torneio de Galos Mundial do DREAM a ser realizada em uma data posterior.